# Osmia steinmanni
Osmia steinmanni là một loài Hymenoptera trong họ Megachilidae. Loài này được Müller mô tả khoa học năm 2002.